# Assefa Mezgebu
Assefa Mezgebu (Sidamo, 19 juni 1978) is een voormalige langeafstandsloper uit Ethiopië die gespecialiseerd was in de 10.000 m. Hij won bij de wereldkampioenschappen tweemaal brons en eenmaal zilver op deze discipline. Ook was hij een sterk veldloper, getuige zijn twee medailles op het WK veldlopen (lange afstand).
Zijn grootste prestatie was het winnen van de bronzen medaille tijdens de Olympische Spelen van 2000 in Sydney. Met een tijd van 27.19,75 eindigde hij achter zijn landgenoot Haile Gebrselassie (goud) en de Keniaan Paul Tergat (zilver). In Nederland is hij geen onbekende, zo liep hij zijn persoonlijk record op de 15 km bij de Zevenheuvelenloop in Nijmegen en won hij viermaal de 4 Mijl van Groningen.
Hij is de jongere broer van Ayele Mezgebu.

## Persoonlijke records
Outdoor
| Onderdeel      | Prestatie | Datum            | Plaats   |
| -------------- | --------- | ---------------- | -------- |
| 3.000 m        | 7.28,45   | 8 augustus 1998  | Monaco   |
| 5.000 m        | 12.53,84  | 28 augustus 1998 | Brussel  |
| 10.000 m       | 26.49,90  | 30 augustus 2002 | Brussel  |
| 15 km          | 43.28     | 19 november 2000 | Nijmegen |
| marathon       | 2:14.52   | 20 april 2008    | Zürich   |
| 8 km           | 22.34     | 14 april 2001    | Balmoral |
| 5 Engelse mijl | 22.40     | 14 april 2001    | Balmoral |

Indoor
| Onderdeel | Prestatie | Datum           | Plaats    |
| --------- | --------- | --------------- | --------- |
| 3.000 m   | 7.42,08   | 4 februari 2001 | Stuttgart |

## Palmares

### 3000 m
- 1998: 4e Grand Prix Finale - 7.51,62

### 5000 m
- 1997: 7e Grand Prix Finale - 13.35,94

### 10.000 m
- 1995: 14e WK - 27.56,06
- 1997: 5e WK - 27.32,48
- 1999:  WK - 27.59,15
- 2000:  OS - 27.19,75
- 2001:  WK - 27.53,97

### 15 km
- 2000: 4e Zevenheuvelenloop - 43.28
- 2003: 4e Zevenheuvelenloop - 44.11

### overige afstanden
- 1996:  4 Mijl van Groningen - 18.02
- 1997:  4 Mijl van Groningen - 18.38
- 1998:  4 Mijl van Groningen - 18.08
- 2001:  4 Mijl van Groningen - 18.15
- 2002:  4 Mijl van Groningen - 18.20
- 2003:  4 Mijl van Groningen - 18.26
- 2004: 6e 4 Mijl van Groningen - 18.46

### Veldlopen
- 1997: 6e Warandeloop (Nederland) - 29.55
- 1997: 13e WK (lange afstand) - 36.06
- 1998:  WK (lange afstand) - 34.28
- 1999: 11e WK (lange afstand) - 40.33
- 2000:  WK (lange afstand) - 35.01
- 2002: 12e WK (lange afstand) - 36.06

### Golden League-podiumplekken
3000 m
- 1998:  Herculis – 7.28,45

5000 m
- 1998:  Weltklasse Zürich – 12.58,31
- 1998:  Memorial Van Damme – 12.53,84
- 1998:  ISTAF – 12.59,47

10.000 m
- 2002:  Memorial Van Damme – 26.49,90